# Ingrid van Lingen
Ingrid van Lingen (ur. ?) – holenderska lekkoatletka, trójskoczkini i płotkarka.
Pięciokrotna mistrzyni Holandii: 4 tytuły w trójskoku (stadion: 1992–1994 oraz hala: 1993) oraz jeden w biegu na 60 metrów przez płotki (hala, 1986).
Była rekordzistka kraju w trójskoku (12,49 – 27 czerwca 1992, Hengelo):